# ТВ-7 (Мариуполь)
ТВ-7 — украинский мариупольский телеканал.
Телеканал транслирует как программы собственного производства, так и ретранслирует программы других каналов. В репертуар входят информационные, познавательные, публицистические, правовые, развлекательные, детские, культурологические программы, фильмы.
Количество работников — 40 человек (по состоянию на 2010 год).
Ранее телеканал транслировал программы российских телеканалов «ТВ-6» (1997—2001), «Муз-ТВ» (2003—2009), «РЕН ТВ» (2009—2014) и новости телеканала «NewsOne». Также ретранслировал телеканалы «СТБ» (1997—1999), «ПлюсПлюс» (2012—2014), «Real TV Estate» (2009) «Star TV» (2010).

## История телеканала
Телекомпания была основана в 1997 году.
В марте 2001 года перешла в собственность ОАО «Азовмаш».
В 2005 году был введён с работу новый передатчик мощностью 600 ватт.
С октября 2015 года "Телерадиокомпания «ТВ-7» находится под управлением Управляющей компании «Мариупольская Инвестиционная Группа» ("УК «МИГ»)

## Проекты телеканала
- «7 дней»
- «Такая как ты»
- «Украина+»
- «5 минут на доброе дело»
- «Здоровье в твоих руках»
- «Право знать»
- «Темное дело»
- «Шанс на перемены»

## Достижения
Телекомпания и её сотрудники неоднократно получали награды как областного, так и общеукраинского уровня.
Так, программы, создаваемые телерадиокомпанией, отмечались грамотами Всеукраинского конкурса «Молодое телевидение» имени Чубасова. В 2005 году на первом всеукраинском конкурсе телевидения «Открой Украину» телекомпания была отмечена дипломом «За активную позицию по сохранению исторических памятников» (репортаж «Годовщина битвы на Калке» и сюжет «Хранилище Мариупольского краеведческого музея в аварийном состоянии»)
В 2006 году в областном конкурсе на лучшее освещение работы органов юстиции тележурналистка ТВ-7 Наталья Северина заняла второе место в номинации «Лучший автор средства массовой информации». В 2010 году на ХХIV областном фестивале прессы победителем среди представителей телевидения стала журналистка ТВ-7 Людмила Скорик с программой «Мы помним… Мы чтим!»